# 跑步不要聽
《跑步不要聽》是一檔自2020年起製播的華語Podcast節目，由體育主播田鴻魁與企業經理人王冠翔共同主持，棒球球評王啟恩（Adam）擔任製作人。節目聚焦台灣路跑圈的人物與經歷，內容涵蓋跑者訪談、訓練分享與賽事故事，並以輕鬆對談的形式呈現。

## 節目簡介
《跑步不要聽》節目聚焦台灣路跑圈，內容以人物訪談為主，來賓包括跑者、教練、賽事策劃者與跑團代表，分享訓練經驗與賽事故事。節目風格採輕鬆對談形式，並穿插主持人個人跑步經歷。每週三上午更新，透過Spotify與Apple Podcasts等平台播出，部分集數提供訂閱收聽機制。

## 節目源起
節目構想起於2020年，田鴻魁因健康因素開始規律跑步，過程中獲得身心改善，也受到跑者社群支持。他因此產生製作節目的想法，期望透過媒體形式分享自身經驗與他人故事。田鴻魁與長期合作夥伴王啟恩討論後，決定投入製作，並邀請在路跑圈具知名度、同時具有企業管理背景的王冠翔共同主持。三人分工明確，分別負責內容規劃、製作執行與主持互動，形成穩定的合作架構。

## 集數一覽
《跑步不要聽》自2020年9月8日上線以來持續更新。下表為各集資訊：
| 集數           | 標題                                 | 來賓                                                                          | 彩蛋翻唱歌曲                                  |
| -------------- | ------------------------------------ | ----------------------------------------------------------------------------- | --------------------------------------------- |
| 集數           |                                      |                                                                               | 彩蛋翻唱歌曲                                  |
| 1              | 越忙越有空跑的時間管理大師           | 無來賓                                                                        |                                               |
| 2              | 馬拉松是30K之後才開始                | 無來賓                                                                        |                                               |
| 3              | 跑那麼快不划算啦！                   | 無來賓                                                                        |                                               |
| 4              | 跑步不難，製作人亞當該如何從0到1？   | 無來賓                                                                        |                                               |
| 5              | 倫敦馬王不見王                       | 無來賓                                                                        |                                               |
| 6              | 「國手匯」給你追夢的力量             | 無來賓                                                                        |                                               |
| 7              | 「間歇跑」先研究不傷身體，再講求效果 | 無來賓                                                                        |                                               |
| 8              | 打底打得好，全馬沒煩惱               | 無來賓                                                                        |                                               |
| 9              | 跑兩根電線竿，再走兩根               | 無來賓                                                                        |                                               |
| 10             | 哎唷！象總你太理性了！               | 無來賓                                                                        |                                               |
| 11             | 越跑越有錢？我們好像不夠有錢欸       | 無來賓                                                                        |                                               |
| 12             | 牽著她的手進終點                     | 曾文誠 （知名棒球球評）                                                       |                                               |
| 13             | 象總來「住」你贏在起跑點             | 無來賓                                                                        |                                               |
| 14             | 去小七賒帳一瓶礦泉水                 | 無來賓                                                                        |                                               |
| 15             | 打不倒的福壽螺                       | 陳秉豐 （相信跑步訓練營創辦人）                                               |                                               |
| 16             | 當你跑累了，就想想兒子的笑容         | 李汶政                                                                        |                                               |
| 17             | 沒意志力的胖子就是要爽爽過           | 李明哲                                                                        |                                               |
| 18             | 象總350發車啦！快跟上！              | 無來賓                                                                        |                                               |
| 19             | 不想說了，我還是有點偶包             | 夏嘉璐                                                                        |                                               |
| 20             | 從冰箱拿出來的豬肉                   | 無來賓                                                                        |                                               |
| 21             | 跟著我們一起懂吃動                   | 營養師Lexie（張宜臻）                                                         |                                               |
| 22             | 沒想過有一天會手肘發炎               | 黃崇華                                                                        |                                               |
| 23             | 如果鞋墊能讓你年輕十歲的話           | 旭東 （Inxtinct原足力）                                                       |                                               |
| 24             | 接力帶上的淚水與汗水                 | 張烽益 （台灣驛傳促進同好會）                                                 |                                               |
| 25             | 象總的睡眠三寶                       | 無來賓                                                                        |                                               |
| 26             | 至少可以吃鹹酥雞了                   | Queenie （享動行銷）                                                          |                                               |
| 27             | 你到底是哪個張嘉哲？                 | 張嘉哲 （2012年倫敦奧運男子馬拉松國手）                                       |                                               |
| 28             | 請你推薦路線不是推薦男朋友！         | 侯以理                                                                        |                                               |
| 29             | 叫你阿嬤出來跑                       | 無來賓                                                                        |                                               |
| 30             | 每一個跑步的日子都是好日子           | 蔡宜玫 （森林跑站創辦人）                                                     |                                               |
| 31             | 少女偶像跑步團體來了！               | 宇涵、可婕 （在大安森林公園被主持人搭訕的松山高中學生）                       |                                               |
| 32             | 戴錶我是進階的跑者                   | 謝佳晉                                                                        |                                               |
| 特輯1          | 生日特別企劃之「象總笑話時間」       | 無來賓                                                                        | 無歌曲                                        |
| 33             | 什麼！台南有豆花妹路線？             | 黃茂森                                                                        |                                               |
| 34             | 空姐當時把象總當神在拜               | 林美佐 Misa （長榮航空空姐）                                                  | 張韶涵《隱形的翅膀》 F.I.R.飛兒樂團《我要飛》 |
| 35             | 我們節目這麼感人我都不知道           | 無來賓                                                                        | 蘇芮《跟著感覺走》                            |
| 36             | 留下來，或跟我一起跑                 | 段慧琳                                                                        | 李恕權《每次都想呼喊你的名字》                |
| 37             | 上半身work，下半身from home          | 無來賓                                                                        | 順子《回家》                                  |
| 38             | 跑者才懂跑者的痛點                   | Jeffery （FOOTLAND運動機能襪產品經理）                                        | 優客李林《認錯》                              |
| 39             | 南上加南的探索新路線                 | 阿金 （YYsports賽事發展科）                                                   | 陶喆《小鎮姑娘》                              |
| 40             | 與大自然跳一支雙人舞                 | 江晏慶                                                                        | 動力火車《不甘心不放手》                      |
| 41             | 那種感覺我們都懂                     | 無來賓                                                                        | 薛岳《機場》                                  |
| 42             | 葉教授的心海羅盤                     | 葉為愷 （醫護鐵人成員）                                                       | 無歌曲                                        |
| 43             | 起點就是終點                         | 無來賓                                                                        | 李宗盛、鄭怡《結束》                          |
| 44             | 洞六洞洞 非晨勿擾                    | 林世奇 （Podcast《下班尬一下》主持人）                                        | 盧廣仲《早安，晨之美！》                      |
| 45             | 挑你喜歡的口味很重要                 | 高慶豐                                                                        | 范曉萱《雪人》                                |
| 46             | 最強的火力支援                       | 無來賓                                                                        | 庾澄慶《熱情的沙漠》                          |
| 47             | 參與五屆奧運的男人                   | 陳楷 （中廣新聞網體育記者）                                                   | 梁靜茹《聽不到》                              |
| 48             | 還沒有世界末日，你怕什麼？           | 潘忠韋                                                                        | 葉蒨文《瀟灑走一回》                          |
| 49             | 獎牌背後的意義                       | 無來賓                                                                        | 陳奕迅《淘汰》                                |
| 50             | 鐵人三項新解：家庭、工作和運動       | 林岳岡                                                                        | 張鎬哲《北風》                                |
| 51             | 滋事份子不是來亂的                   | 許元耕                                                                        | 五月天《倔強》                                |
| 52             | 我想說自己的故事                     | 無來賓                                                                        | 李聖傑《癡心絕對》                            |
| 53             | 從康莊大道到戈壁沙漠                 | 郭瑞祥 （國立臺灣大學工商管理學系暨商學研究所專任教授）                       | 施孝榮《歸人．沙城》                          |
| 54             | 原來享受舞台是這種感覺               | 陳奎儒                                                                        |                                               |
| 55             | 逆流的不只有小魚                     | 無來賓                                                                        |                                               |
| 56             | 從背後看只有十八歲                   | Coco姐、古美女                                                                |                                               |
| 57             | 馬拉松是城市的名片                   | 李再立 （時任臺北市政府體育局局長）                                           |                                               |
| 58             | 沒想過她會有川字線                   | 羅嵐                                                                          |                                               |
| 59             | 聞到有先後，樹葉有專攻               | 陳雅芬 （萌少女跑跑班總教練） 李翰暄 （Akebono曙光運動主理人）                |                                               |
| 60             | 賽前抱佛腳就聽這一集                 | 無來賓                                                                        |                                               |
| 61             | 我回頭一看，她說對不起               | 黃張維 （耕薪建設董事長暨耕跑團主理人）                                       |                                               |
| 62             | 反正我剛好有空                       | 詹鈞智 （中華民國國際體育運動志工交流協會理事長）                             |                                               |
| 63             | 慢才是真功夫                         | 羅維銘                                                                        |                                               |
| 64             | 出國跑馬很多東西都變得不貴了         | Kitty                                                                         |                                               |
| 65             | 那些年，我們一起追的火車             | 蔡佳爭 （新北市政府觀光旅遊局觀光企劃科代理科長） 廖武輝 （新北市金山區區長） |                                               |
| 66             | 孤獨跑者自我拉扯                     | 無來賓                                                                        |                                               |
| 67             | 為跑者服務就是我們的價值             | 鄭子健 （阿迪達斯跑步社群adidas Runners Taipei總教練）                        |                                               |
| 68             | 臺北馬之後你鐵腿了嗎？               | 小葛 （Podcast《鐵腿》主持人）                                                |                                               |
| 69             | 想和你在法租界一起跑步               | 張偉弘                                                                        |                                               |
| 70             | 雲遊四海可比是小飛俠                 | 張修維                                                                        |                                               |
| 71             | 我在哭也在笑                         | 無來賓                                                                        |                                               |
| 72             | 與其流淚，不如流汗                   | 柯曉翔 （商業周刊資深記者）                                                   |                                               |
| 73             | 我要代表素人跑者們向你致謝           | 洪國智 （臺灣長跑競技網創辦人）                                               |                                               |
| 74             | 吸收日出時的天地精華                 | 朱開宇 （沛肯品牌視覺行銷整合執行長）                                         |                                               |
| 75             | 跑在網紅旁邊好開心呢！               | 黃小貓                                                                        |                                               |
| 76             | 不小心路過就跑了一場馬拉松           | 無來賓                                                                        |                                               |
| 77             | 跑六大馬像在逛菜市場                 | 黃淑燕、周筱嵐                                                                |                                               |
| 78             | 危「肌」就是轉機                     | 余文彥                                                                          |                                               |
| 79             | 不然就像這幾天烙賽                   | 無來賓                                                                        |                                               |
| 80             | 最正最速音樂家的擇偶條件             | 郭珊如 （臺北市立國樂團二胡演奏家）                                           |                                               |
| 81             | 停不下來的小短腿                     | 李筱瑜 （已退役職業鐵人三項運動員）                                           |                                               |
| 82             | 每個人都該有享受清晨六點微風的權利   | 姜義村 （國立臺灣師範大學特殊教育學系教授）                                   |                                               |
| 83             | 當你想要跑的時候，就會人來幫助你     | 徐裴翊、李家梵 （網路體育媒體Vamos）                                          |                                               |
| 84             | 心碎組曲催落去                       | 無來賓                                                                        |                                               |
| 85             | 老婆！我出門跑山啦！                 | Bamboo （台北捷兔俱樂部前會長）                                               |                                               |
| 86             | 當時好像翻到武功秘笈                 | 徐國峰 （Running Quotient共同創辦人）                                         |                                               |
| 87             | STEPN菜雞指南                        | Rex （Fuly.Ai 智能投資策略機器人創辦人）                                      |                                               |
| 88             | 象總的國道半馬破百配速攻略           | 無來賓                                                                        |                                               |
| 89             | 走出一條不同的金牌之路               | 梁哲睿 （DHRC夢想高飛跑團主理人）                                             |                                               |
| 90             | 欸！你不是說你要破百嗎？             | 無來賓                                                                        |                                               |
| 91             | 我想帶小孩一起上凸台                 | 楊志祥                                                                        |                                               |
| 92             | 夏天減量心驚驚？教你打底有方法！     | 黃毓軒 （EDRC愛迪生跑步訓練班主理人暨Garmin Run Club Taiwan總教練）           |                                               |
| 93             | 象總錄音錄到靈魂出竅？               | 無來賓                                                                        |                                               |
| 94             | 在賽道上遇見夢想家                   | 陳立宗 （TPBL球隊福爾摩沙夢想家董事暨領隊）                                   |                                               |
| 95             | 陰影面積求解                         | 無來賓                                                                        |                                               |
| 96             | 追求完美的配速之神                   | 高志明                                                                        |                                               |
| 97             | 哇賽！跑步的感覺滿爽！               | 蔡宇哲 （Podcast《哇賽心理學》主持人）                                        |                                               |
| 98             | 跑好快的紅螞蟻                       | 趙天麟                                                                        |                                               |
| 99             | 只有Lulu能夠超越Lulu                 | 夏嘉璐                                                                        |                                               |
| 100            | 你們很有勇氣，第一百集敢找我來       | 「象總太太」謝奐儀 （長明賞委員會執行長）                                     |                                               |
| 101            | 你戴帽子就沒人認識你了               | 李翰暄 （Akebono曙光運動主理人）                                              |                                               |
| 102            | 模範國手夫妻                         | 曹竣崵、傅姿伶                                                                |                                               |
| 103            | 你是全村的希望                       | 林冠汝、林慶華 （2022年IAU 24H亞洲暨大洋洲錦標賽國手）                        |                                               |
| 104            | 「炸兩百」之速度與G情                | 無來賓                                                                        |                                               |
| 105            | 用雙腳探索新加坡                     | 無來賓                                                                        |                                               |
| 106            | 站在聖母峰馬拉松的起跑線上           | 陸承蔚                                                                        |                                               |
| 107            | 用馬拉松轉動一座城市                 | 李再立 （時任臺北市政府體育局局長）                                           |                                               |
| 108            | 濱拉登把我的牛排搶走了               | 蘇志濱                                                                        |                                               |
| 109            | 馬拉松「破二」不是夢？               | 無來賓                                                                        |                                               |
| 110            | 加冰加料不加價                       | 蘇家彬 （中華民國衛生福利部疾病管制署防疫醫師）                               |                                               |
| 111            | 啊你不是有在運動？！                 | 康蒂 （女子喜劇團體Comedy girls成員）                                         |                                               |
| 112            | 長跑甜心的眼神                       | 張芷瑄、陳秉豐 （相信跑步訓練營主理人）                                       |                                               |
| 113            | 拉爆我的北京妹子                     | 宋丁洋                                                                        |                                               |
| 114            | 十項全能的市民跑者之王               | 李智群 （Nike Run Club教練）                                                  |                                               |
| 115            | 紐約馬的困死崩落橋                   | 無來賓                                                                        |                                               |
| 116            | 人兩腳，錢四腳                       | 葉小綺                                                                        |                                               |
| 117            | 女總一壓線的感覺                     | 黃文秀                                                                        |                                               |
| 118            | 他一直慫恿我把衣服脫掉               | 鄭匡寓 （網路體育媒體don1don總編輯）                                          |                                               |
| 119            | 大家都說我腿很長                     | 吳敏 （Nike Run Club教練）                                                    |                                               |
| 120            | 當時做了一個大膽的決定               | 愛跑步的那個薇安 （Garmin Run Club Taiwan配速員）                             |                                               |
| 121            | 我的夢想是成為奧運選手               | 潘子易                                                                        |                                               |
| 122            | 我們很珍惜你這樣的聽眾               | 無來賓                                                                        |                                               |
| 123            | 愛情長跑不停腳                       | 陶大瑜 （運動YouTuber）                                                       |                                               |
| 124            | 你這個劍男人！                       | 王寶慶 （台灣大哥大企業用戶事業群副總經理）                                   |                                               |
| 125            | 好強的口紅妹                         | 陳逸寧 （2022年臺北馬拉松馬拉松女子組第三名）                                 |                                               |
| 126            | 從寧夏路跑到南京東路                 | 黃瑽寧 （馬偕紀念醫院兒童感染科主治醫師）                                     |                                               |
| 127            | 福和橋下的神攝手                     | 仙輩（李根旺）                                                                |                                               |
| 128            | 踩在雲朵上的感覺                     | 池力奇                                                                        |                                               |
| 129            | 東京跑馬攻略                         | 李翰暄 （Akebono曙光運動主理人）                                              |                                               |
| 130            | 定向越野原新之助                     | 蔡昀軒                                                                        |                                               |
| 131            | 穿梭黑白的非常律師                   | 邱靖貽                                                                        |                                               |
| 132            | 一名兩腿三毛四極地五旬六大馬         | 周林信                                                                        |                                               |
| 133            | 我不能說鐵人三項比老婆重要           | 蕭昱                                                                          |                                               |
| 134            | 女神才有的待遇                       | 張芷瑄                                                                        |                                               |
| 135            | 下一位贊助者你跑慢點                 | 無來賓                                                                        |                                               |
| 136            | 耕父難為無米之催                     | 許元耕、張傑洛米                                                              |                                               |
| 137            | 碳板鞋使用攻略                       | 陳政翰 （動見跑班總教練）                                                     |                                               |
| 138            | 赤心巔峰，青山千古                   | 周青 （中華民國越野跑協會理事長）                                             |                                               |
| 139            | 以為我邊跑邊抓寶還拿了冠軍           | 游雅君                                                                        |                                               |
| 140            | 父親的眼淚                           | 葉日鴻 （RUN FIRE跑步訓練班總教練）                                           |                                               |
| 141            | 牽手一次，牽手一世                   | 洪國展                                                                        |                                               |
| 142            | 象總宣布參加世界壯年運動會           | 無來賓                                                                        |                                               |
| 143            | 你就是他們變強變快的養分             | 張團畯                                                                        |                                               |
| 144            | 我的字典裡沒有武林廢材               | 白品鍵 （世新大學中國文學系副教授）                                           |                                               |
| 145            | 環台見面會有可能嗎？                 | 無來賓                                                                        |                                               |
| 146            | 如果我少了一隻手臂要怎麼跑           | 蔣介文 （中華民國男子半程馬拉松紀錄保持人）                                   |                                               |
| 147            | 吃雞腿爆紅的小公主                   | 一輪 （運動YouTuber）                                                         |                                               |
| 148            | 破音代表你很賣力                     | 紀怡如                                                                        |                                               |
| 149            | 報告班長，你有扁平足！               | 老周                                                                          |                                               |
| 150            | 要怎麼參加「跑步不要聽」跑團？       | 無來賓                                                                        |                                               |
| 151            | 老爺別這樣，夫人會追上               | 劉祖寧 （知本老爺酒店總經理）                                                 |                                               |
| 152            | 就是這個笑聲讓我特別著迷             | 小科小小科 （運動YouTuber）                                                   |                                               |
| 153            | 馬拉松跑到一半去接生再回來跑         | 謝燦堂 （台北長庚紀念醫院名譽院長）                                           |                                               |
| 154            | 禎能跑！到印度跑一百公里超馬         | 高鐿禎                                                                        |                                               |
| 155            | 跑步不只靠背還要靠腰                 | 陳佑霖                                                                        |                                               |
| 156            | 休息是為了走更長遠的路，所以我們...  | 無來賓                                                                        |                                               |
| 157            | 這件衣服有種魔力                     | 大鳥哥                                                                        |                                               |
| 158            | 我說固執你說堅持                     | 李鴻斌 （康鴻復健科診所醫師）                                                 |                                               |
| 159            | 備戰台北馬就聽這一集                 | 無來賓                                                                        |                                               |
| 160            | 鐵人模特兒的轉換區                   | 王心恬                                                                        |                                               |
| 161            | 光腳跑是因為我忘了帶鞋               | 無來賓                                                                        |                                               |
| 162            | 我二十年前就問過魁哥                 | 陳楷 （中廣新聞網體育記者）                                                   |                                               |
| 163            | 哪裡找得到這麼帥的作者？             | 林宜慧 （墨刻出版編輯）                                                       |                                               |
| 164            | 象總的戀愛巴士                       | 無來賓                                                                        |                                               |
| 165            | 一切都是最好的安排                   | Nicole                                                                        |                                               |
| 166            | 車頭燈與冰淇淋                       | 無來賓                                                                        |                                               |
| 167            | 輕鬆比痛苦更難？                     | 徐國峰 （Running Quotient共同創辦人）                                         |                                               |
| 168            | 要跑得漂亮就聽這一集                 | 謝忻                                                                          |                                               |
| 169            | 哲學家的人生跑馬燈                   | 曾廷瑋                                                                        |                                               |
| 170            | 十年後仍然是金牌萌少女               | 陳雅芬 （萌少女跑跑班總教練）                                                 |                                               |
| 171            | 我們都是屬於變態的那群人             | 郭彥均                                                                        |                                               |
| 172            | 她來陪我走最後一段朝聖之路           | Jason                                                                         |                                               |
| 173            | 想停下來都不好意思                   | 無來賓                                                                        |                                               |
| 174            | 好好聽但跑步不要聽                   | 黃玠                                                                          |                                               |
| 175            | 好，我帶你破三！                     | Jay的跑步筆記（許立杰）                                                         |                                               |
| 176            | 當我們彤在一起                       | 彤彤媽＆彤彤                                                                  |                                               |
| 177            | 等太太下班的時候我跑了起來           | 胡 （街頭路跑社團創辦人）                                                     |                                               |
| 178            | 看張嘉哲吃完一百二十五個甜甜圈       | 無來賓                                                                        |                                               |
| 179            | 佛系孤獨跑者指南                     | 唐瑭                                                                          |                                               |
| 180            | 風一樣的女子                         | 董家琪 （2023年臺北馬拉松馬拉松女子組國內第三名）                             |                                               |
| 181            | 台北大縱走居然多了配速員             | 「Hiker CP」李啟賓 （UP Sports運動補給創辦人）                                |                                               |
| 182            | 比大家早到就是第一名                 | 周庭印                                                                        | 林俊杰《當你》                                |
| 183            | 沒跑過萬金石，別說你跑過馬拉松       | 謝秀瑜 （新北市政府體育局競技運動科科長） Charles （展盟展覽有限公司經理）    | 张学友《心碎了無痕》                          |
| 184            | 認真跑起來比過年的小豬還難抓         | 「小豬」黃沐妍                                                                | 羅志祥《精舞門》                              |
| 185            | 馬場上的尊榮服務                     | 無來賓                                                                        | 費玉清《晚安曲》                              |
| 186            | 比爆掉我一定是最強的                 | 林丹尼 （Saucony Taiwan "SauRun" 跑班教練）                                   | 楊培安《我相信》                              |
| 187            | 苦練決勝負的練武奇才                 | 馮勝賢                                                                        | 潘安邦《外婆的澎湖灣》                        |
| 188            | 九九神功請上二樓                     | 王炯珵 （恩主公醫院教研暨醫品副院長）                                         | 劉德華《忘情水》                              |
| 189            | 請問你是曹純玉選手嗎？               | 曹純玉 （中華民國女子馬拉松紀錄保持人） 陳囿任 （曹純玉指導教練）             | 任賢齊《對面的女孩看過來》                    |
| 190            | 跟魁哥一起跑雪梨馬拉松               | Dary （晴天旅遊領隊）                                                         | 林依晨《孤單北半球》                          |
| 191            | 馬場上的即刻救援                     | 無來賓                                                                        | 邱振哲《太陽》                                |
| 192            | 別叫我女神                           | 雷理莎 （2022年臺北馬拉松馬拉松女子組第六名、國內第一名）                     | 江蕙《落雨聲》                                |
| 193            | 配八分速陪你跑的伴馬王               | 馬馬教練                                                                      | 韋禮安《慢慢等》                              |
| 194            | 那時我走上了一條不歸路               | 吳承泰 （鐵人三項運動員，福爾摩沙極限鐵人三項大會紀錄保持人）                 | 張信哲《太想愛你》                            |
| 195            | 我覺得牡羊座都是這樣                 | 小盤                                                                          | 伍佰《浪人情歌》                              |
| 196            | 老婆在四點叫我起床跑步               | 林志隆 （已退役超級籃球聯賽球員）                                             | TANK《鬥牛要不要》                            |
| 197            | 獨一無二的美人腿女孩                 | 沈利倩 （2022年總統教育獎得主）                                               | 趙傳《我是一隻小小鳥》                        |
| 198            | 如果有正妹約你去跑步                 | 凱伊 （職棒啦啦隊Rakuten Girls成員）                                          | 生物股長《青鳥》                              |
| 199            | 那一個爆哭的夜晚                     | 陳昭郡                                                                        | 王傑《你是我胸口永遠的痛》                    |
| 200            | 魁哥為了你去廁所                     | 朱利夫 （TPBL高雄全家海神球團管理總監） Molly （朱利夫妻子）                  | 莫文蔚《忽然之間》                            |
| 201            | 浴火重生的怪咖師徒                   | 李奇儒、賴孟昕                                                                | 鄭中基《怪胎》                                |
| 202            | 樓梯間的追夢人                       | 羅清駿 （職業垂直馬拉松運動員）                                               | 五月天《洋蔥》                                |
| 203            | 我們剛好缺一個女主持人               | 邱文蕾 （網路跑步自媒體runurownrun）                                          | 楊三郎《港都夜雨》                            |
| 204            | 這集錄完可能要找律師了               | 陳丁章                                                                        | 張惠妹《我可以抱你嗎》                        |
| 205            | 優勝美地驚魂記                       | 無來賓                                                                        | 熊天平《愚人碼頭》                            |
| 206            | 自律的跑者有多可怕                   | 陳淑娟                                                                        | 陳淑樺《夢醒時分》                            |
| 207            | 你要感謝那個小偷                     | 後藤友嗣 （國立清華大學物理學系教授）                                         | 周杰倫《心情》                                |
| 208            | 來自台灣的洋將                       | 簡子傑                                                                        | 林俊傑《Love You You》                        |
| 209            | 張修修自學友                         | 張修修                                                                        | 张学友《情網》                                |
| 210            | 原本只是小百科上的一個名字           | 陳惟揚 （紀錄片導演）                                                         | 陶喆《普通朋友》                              |
| 211            | 從貓空跑到阿里山                     | 張家華 （Running Quotient教練）                                               | 江蕙《遠走高飛》                              |
| 212            | 二十五年前的心願                     | 無來賓                                                                        | 張韶涵《遺失的美好》                          |
| 213            | 白天修水電，晚上修跑姿               | 林鼎洋 （Brooks跑步初心班教練）                                               | 光良《童話》                                  |
| 214            | 我一轉頭，王仁甫就嚎啕大哭           | 黃張維 （耕薪建設董事長暨耕跑團主理人）                                       | 5566《我難過》                                |
| 特輯2 (214.35) | 始終想像自己是一隻豹                 | 許績勝 （中華民國男子馬拉松紀錄保持人）                                       | 周华健《花心》                                |
| 215            | 出門不跑一下好像怪怪的               | 「阿老師」Anita                                                               | 張惠妹《三天三夜》                            |
| 216            | 用三句話調整跑姿                     | 何政毅 （吉日跑班主理人、Garmin Run Club Taiwan配速員）                       | 《無敵鐵金剛》主題曲                          |
| 217            | 我只帶了兩顆水煮蛋                   | 陳怡如                                                                        | 梁靜茹《如果有一天》                          |
| 218            | 亞當的紐約馬初體驗                   | 無來賓                                                                        | 光良《傷心地鐵》                              |
| 219            | 越自虐的越好玩                       | 鄭茗孺 （鐵人鑄造所創辦人）                                                   | 孟然《少年》                                  |
| 220            | 連跑七年大阪馬的秘訣                 | 林明哲 （Garmin Run Club Taiwan配速員）                                       | 蘇芮《親愛的小孩》                            |
| 221            | 全公司都知道你跑這麼快嗎？           | 陳洪龍 （马来西亚男子馬拉松紀錄保持人）                                       | 巫啟賢《太傻》                                |
| 222            | 越跑越野樹越多                       | 陳鵬中                                                                        | 周蕙《好想好好愛你》                          |
| 223            | 嘿！大家夥兒早咯！                   | 黑影兒 李博 （運動YouTuber）                                                  | 孙燕姿《天黑黑》                              |
| 224            | 漫畫裡的夢幻馬拉松                   | 張建玫 （禾馨新生婦幼診所婦產科醫師）                                         | 康康《快樂鳥日子》                            |
| 225            | 從詐騙集團手中搶回一百五             | 張綺文 （鐵人三項國手）                                                       | 张学友《回頭太難》                            |
| 226            | 帶著堅定的心飛向宇宙                 | 巴斯 （堅心營養創辦人）                                                       | 鄧紫棋《光年之外》                            |
| 227            | 一條住在淡水的鹹魚                   | 張加恩 （2024年臺北馬拉松馬拉松女子組國內第二名）                             | 周华健《明天我要嫁給你》                      |
| 228            | 叫我們哥還真的承受不起               | 林炳煌                                                                        | 蔡琴《相思河畔》                              |
| 229            | 到河濱跑步順便拍孕婦寫真             | 宋丁洋                                                                        | 卡门第二組曲曲目10《斗牛士之歌》改編          |
| 230            | 可能我太太是流量密碼                 | 鄭祺民                                                                        | 任賢齊《任逍遙》                              |
| 231            | 跑步像中邪一樣                       | 高琬雲 （緻齡婦產科診所醫師）                                                 | 王傑《你是我胸口永遠的痛》                    |
| 232            | 報名成功就現賺七百                   | Jeffery （FOOTLAND運動機能襪產品經理） Charles （展盟展覽有限公司經理）       | 辛曉琪《味道》                                |
| 233            | 留下來，或者我跟你跑                 | 田中千绘                                                                      | 范逸臣《國境之南》                            |
| 234            | 一年跑完七大馬之超省攻略             | 周漢忠                                                                        | 周杰倫《七里香》                              |
| 235            | 把訓練課表當成情書                   | 「象總太太」謝奐儀 （長明賞委員會執行長）                                     | 梁靜茹《情歌》                                |
| 236            | 原來我一直都練錯了                   | 丁政豪                                                                        | 劉德華《鐵了心愛你》                          |
| 237            | 醫師說我心率不能超過一百二           | 徐熙灝                                                                        | 王力宏《心跳》                                |
| 238            | 我的夢想是打破全國紀錄               | 蔡政軒                                                                        | 蔡琴《被遺忘的時光》                          |
| 239            | 老闆說要動起來                       | 岳啟儒                                                                        | 田馥甄《魔鬼中的天使》                        |
| 240            | 晨跑的時候感覺很霸氣                 | 豹大王 （運動YouTuber）                                                       | 五月天《頑固》                                |
| 241            | 跑zone 2跟投資理財一樣               | 李柏鋒                                                                        | 五月天《瘋狂世界》                            |
| 242            | 鍾愛一生的夫妻共跑指南               | 林宗慶、陳怡如 （運動筆記配速員）                                             | 杜德偉《鍾愛一生》                            |
| 243            | 其實你不一定要做馬克操               | 徐國峰 （Running Quotient共同創辦人）                                         | 林俊傑《學不會》                              |
| 244            | 剛好董事長也愛跑步                   | 深井亨 （日商奧村組營造股份有限公司總經理）                                   | 黎明《深秋的黎明》                            |
| 245            | 邊跑邊享受腳底按摩                   | 無來賓                                                                        | 蔡依林《布拉格廣場》                          |
| 246            | 增肌和速度，我全都要！               | 邱個＆何立安博士 （SBD Taiwan）                                               | 林曉培《心動》                                |
| 247            | 蘿蔔腿變飛毛腿                       | 張景敦 （台灣國際航電工程師）                                                 | 周杰倫《開不了口》                            |
| 248            | 孤獨跑者不孤獨                       | 鳥巢團長                                                                      | 趙傳《我是一隻小小鳥》                        |
| 249            | 失戀比ITB還痛                        | 「鐵人J帥」王志袁                                                             | 周湯豪《帥到分手》                            |
| 250            | 我也希望這個節目收掉                 | 趙心屏 （Podcast《肉腳的跑步人蔘》主持人）                                    | 徐乃麟《紅鞋女孩》                            |
| 251            |                                      |                                                                               |                                               |

## 外部連結
- 跑步不要聽的Facebook專頁
- 跑步不要聽的Instagram帳戶